# CAM-skib
CAM-skib (Catapult Aircraft Merchantman), engelsk handelsskib, som under anden verdenskrig blev omdannet til et  provisorisk hangarskib, anvendt under konvoj-tjeneste, ofte i forbindelse med Murmansk- og  Arkhangelsk-konvojerne.

## Udstyr
Fartøjet var udstyret med en katapult, som var i stand til at sende et Huricane-jagerfly i luften, som beskyttelse mod fjendtlige fly og krigskibe.

## Hovedopgave
Hovedopgaven for flyet var at skræmme eller nedskyde det tyske observationsfly  Fw 200 Condor, som skyggede handelskonvojerne og rapporterede deres positioner til tyske overfladefartøjer og u-både.

## Piloten
Når aktuelle Hurricane var i luften, var der ingen mulighed for at lande flyet, hvorfor piloten måtte springe ud i faldskærm, og lande i havet, og derefter måtte håbe på opsamling af moderskibet eller andet fartøj.
Overlevelsesraten for piloterne var mindre end 50%.

## Konvertering
I 1940 og 1941 blev 35 fartøjer konverteret  til CAM-skibe.
Fartøjerne fortsatte med at transportere almindelig last.  

## Ekstern henvisning
- Naval Historical Society of Australia – The Catapult Fighters